# Weltmeisterschaft im Kirschkernweitspucken

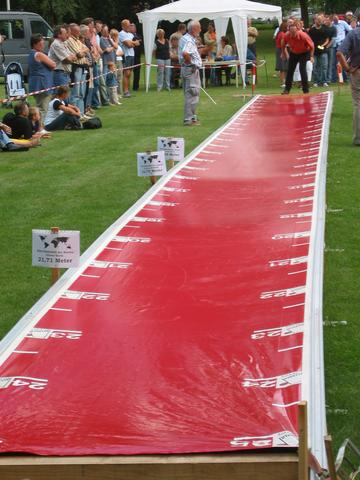
Die Weltmeisterschaft im Kirschkernweitspucken 2005

Die Weltmeisterschaft im Kirschkernweitspucken wird seit 1974 jährlich auf der Dürener Annakirmes ausgetragen. Dabei versuchen die Teilnehmer in insgesamt sechs Versuchen einen Kirschkern ohne Hilfsmittel so weit wie möglich entlang einer circa ein Meter breiten Bahn zu spucken. Gewertet wird die Entfernung zum ausgerollten Kirschkern, sofern dieser auf der Bahn liegen bleibt.

## Geschichte
Die Idee für diesen Wettbewerb hatten der Moderator K.-G. Breuer und der ehemalige Kirmesdirektor Hans Zens (1925–2010) im Zuge der Fußball-Weltmeisterschaft 1974. Seitdem ist das Kirschkernweitspucken fester Bestandteil der Annakirmes und lockt zahlreiche Besucher an die Bahn auf dem Polizeihunde-Sportplatz am Rurdammweg. Neben Teilnehmern aus ganz Deutschland ist auch eine Gruppe aus der Schweiz seit einigen Jahren regelmäßiger Gast der Veranstaltung.
1983 verbesserte der insgesamt achtmalige Sieger Hans-Peter Iven den Weltrekord um über 3,5 m und durchbrach mit 20,59 m erstmals die 20-Meter-Marke. Er ist seit 2013 auch Rekordweltmeister der Männer. Der derzeitige Weltrekord liegt bei 22,52 m, aufgestellt 2017 vom Schweizer Thomas Steinhauer. Seit 1988 gibt es einen eigenen Wettbewerb für die Frauen. Der Weltrekord der Frauen liegt bei 16,01 m, den Andrea Kuck 2017 errang. 1982 wurde erstmals ein Wettbewerb für die Junioren im Alter bis 14 Jahre ausgetragen. Janek Kuck kam hierbei 2018 auf eine Weite von 18,30 m.

## Bisherige Weltmeister
| Jahr          | Männer                       | Weite        | Frauen                   | Weite        | Junioren              | Weite        | Bambini     | Weite  |
| ------------- | ---------------------------- | ------------ | ------------------------ | ------------ | --------------------- | ------------ | ----------- | ------ |
| 1974          | Heinz Michels (mit Blasrohr) | 14,61 m      |                          |              |                       |              |             |        |
| 1975          | Josef Goertz                 | 17,34 m      |                          |              |                       |              |             |        |
| 1976          | Karl-Heinz Stupp             | 16,95 m      |                          |              |                       |              |             |        |
| 1977          | Karl-Heinz Stupp             | 15,09 m      |                          |              |                       |              |             |        |
| 1979          | Wolfgang Gohlke              | 14,46 m      |                          |              |                       |              |             |        |
| 1980          | Franz Stupp                  | 13,14 m      |                          |              |                       |              |             |        |
| 1981          | Rainer Guthausen             | 15,05 m      |                          |              |                       |              |             |        |
| 1982          | Herbert Istas                | 16,86 m      |                          |              | Georg Senden          | 10,65 m      |             |        |
| 1983          | Hans-Peter Iven              | 20,59 m      |                          |              | Georg Senden          | 9,98 m       |             |        |
| 1984          | Karl-Heinz Stupp             | 17,56 m      |                          |              | Georg Senden          | 12,69 m      |             |        |
| 1985          | Gerd Schönbrenner            | 16,29 m      |                          |              | Thomas Rogge          | 13,75 m      |             |        |
| 1986          | Hans-Peter Iven              | 18,99 m      |                          |              | Tina Franzen          | 9,91 m       |             |        |
| 1987          | Guido Braun                  | 17,22 m      |                          |              | Jürgen Schmitz        | 12,73 m      |             |        |
| 1988          | Norbert Steven               | 19,45 m      | Elisabeth Gerkowski      | 11,53 m      | André Peters          | 9,90 m       |             |        |
| 1989          | Hans-Peter Iven              | 17,52 m      | Judith Abschlag          | 11,18 m      | Selahattin Baykal     | 10,24 m      |             |        |
| 1990          | Wolfgang Schlepütz           | 17,30 m      | Ingrid Harzheim          | 11,04 m      | Mario Iven            | 10,27 m      |             |        |
| 1991          | Oliver Kuck                  | 20,66 m      | Marianne Marx            | 11,24 m      | Alexander Breuer      | 13,14 m      |             |        |
| 1992          | Oliver Kuck                  | 19,58 m      | Ceylan Weyermann         | 11,58 m      | Sebastian Fischbach   | 12,70 m      |             |        |
| 1993          | Sascha Sadewasser            | 19,03 m      | Ceylan Weyermann         | 14,05 m      | Andreas Schmidt       | 16,75 m      |             |        |
| 1994          | Sascha Sadewasser            | 15,50 m      | Ceylan Aydin             | 11,39 m      | Sascha Schepp         | 12,35 m      |             |        |
| 1995          | Oliver Kuck                  | 19,49 m      | Aline Mühlbauer          | 11,73 m      | Sascha Lauterbach     | 12,38 m      |             |        |
| 1996          | Oliver Kuck                  | 17,46 m      | Birgit Pohl              | 12,62 m      | Gül Ali Alpulla       | 13,17 m      |             |        |
| 1997          | Martin Metzker               | 17,24 m      | Ceylan Aydin             | 11,04 m      | Sascha Lauterbach     | 12,52 m      |             |        |
| 1998          | Wolfgang Schlepütz           | 19,32 m      | Birgit Pohl              | 12,78 m      | Jens Forster          | 11,46 m      |             |        |
| 1999          | Hans-Peter Iven              | 20,19 m      | Birgit Pohl              | 14,48 m      | Thomas Fischöder      | 13,22 m      |             |        |
| 2000          | Wolfgang Schlepütz           | 17,65 m      | Bianca Ostländer         | 11,48 m      | Sascha Aßelhoven      | 13,03 m      |             |        |
| 2001          | Ingo Hidegg                  | 19,18 m      | Andrea Klein             | 11,09 m      | Charlotte Fischöder   | 10,76 m      |             |        |
| 2002          | Thomas Steinhauer            | 20,26 m      | Conchita Kohler          | 13,57 m      | Jan Knipprath         | 11,80 m      |             |        |
| 2003          | Oliver Kuck                  | 21,71 m      | Conchita Kohler          | 15,24 m      | Jan Knipprath         | 12,33 m      |             |        |
| 2004          | Oliver Kuck                  | 18,51 m      | Petra Zurhelle           | 12,64 m      | Stephan Hermann       | 15,28 m      |             |        |
| 2005          | Martin Metzker               | 19,56 m      | Stefanie Godesberg       | 12,92 m      | Max Herglotz          | 12,08 m      |             |        |
| 2006          | Oliver Kuck                  | 21,47 m      | Ceylan Aydin             | 14,66 m      | Thomas Maintz         | 13,23 m      |             |        |
| 2007          | Thomas Brübach               | 18,37 m      | Melanie Heczko           | 15,00 m      | Wilco Brübach         | 11,01 m      |             |        |
| 2008          | Thomas Brübach               | 19,69 m      | Uta Koch                 | 13,42 m      | Patrick Schaber       | 16,08 m      |             |        |
| 2009          | Hans-Peter Iven              | 17,79 m      | Irene Koch               | 13,57 m      | Mirco Becker          | 14,58 m      |             |        |
| 2010          | Hans-Peter Iven              | 18,07 m      | Irene Holle              | 14,36 m      | Simon Köttgen         | 12,18 m      |             |        |
| 2011          | Wolfgang Schlepütz           | 17,33 m      | Irene Holle              | 11,63 m      | Dennis Uhlemann       | 12,88 m      |             |        |
| 2012          | Hans-Peter Iven              | 19,43 m      | Irene Holle              | 15,23 m      | Simon Köttgen         | 13,49 m      |             |        |
| 2013          | Hans-Peter Iven              | 18,67 m      | Irene Holle              | 15,00 m      | Ashley Kraus          | 9,99 m       |             |        |
| 2014          | Ludwig P.                    | 19,48 m      | Roswitha Breuer          | 13,95 m      | Jessica Stückelberger | 10,75 m      |             |        |
| 2015          | Sascha Sadewasser            | 15,58 m      | Andrea Kuck              | 11,76 m      | Simon Kuck            | 11,04 m      |             |        |
| 2016          | Mario Iven                   | 20,02 m      | Irene Holle              | 13,01 m      | Jonas Ekat            | 11,27 m      |             |        |
| 2017          | Thomas Steinhauer            | 22,52 m (WR) | Andrea Kuck              | 16,01 m (WR) | Timon Kuck            | 15,37 m      |             |        |
| 2018          | Oliver Kuck                  | 22,21 m      | Irene Holle              | 14,40 m      | Janek Kuck            | 18,30 m (WR) |             |        |
| 2019          | Jan Knipprath                | 16,09 m      | Sabine Farwick           | 12,16 m      | Flinn Burghoff        | 11,40 m      |             |        |
| 2020 und 2021 | ausgefallen                  |              |                          |              |                       |              |             |        |
| 2022          | Jan Knipprath                | 16,16 m      | Patricia Sanchez Sanchez | 12,28 m      | Florian Groß          | 9,60 m       |             |        |
| 2023          | Daniel Uhlemann              | 16,38 m      | Patricia Sanchez Sanchez | 12,73 m      | Pauline Lehre         | 10,62 m      |             |        |
| 2024          | Wilhelm Josef Eßer           | 17,77 m      | Beatrix Scherello        | 11, 93 m     | Anna Wolf             | 10,40 m      | Elias Hideg | 3,90 m |

## Medien
Regionale und überregionale Medien berichten regelmäßig über die Titelkämpfe. Der erste Weltmeister Heinz Michels aus Hürtgenwald-Horm war Gast in der Fernsehsendung Zum Blauen Bock.